# Omphalotus
Омфалот (Omphalotus) — рід грибів родини Omphalotaceae. Назва вперше опублікована 1889 року.

## Поширення та середовище існування
В Україні зростає Омфалот оранжево-червоний Omphalotus olearius.

## Практичне використання
Вживання Omphalotus olearius спричиняє отруєння, що характеризуються важкими судомами, проносом та блювотою, однак не є смертельними.

## Галерея

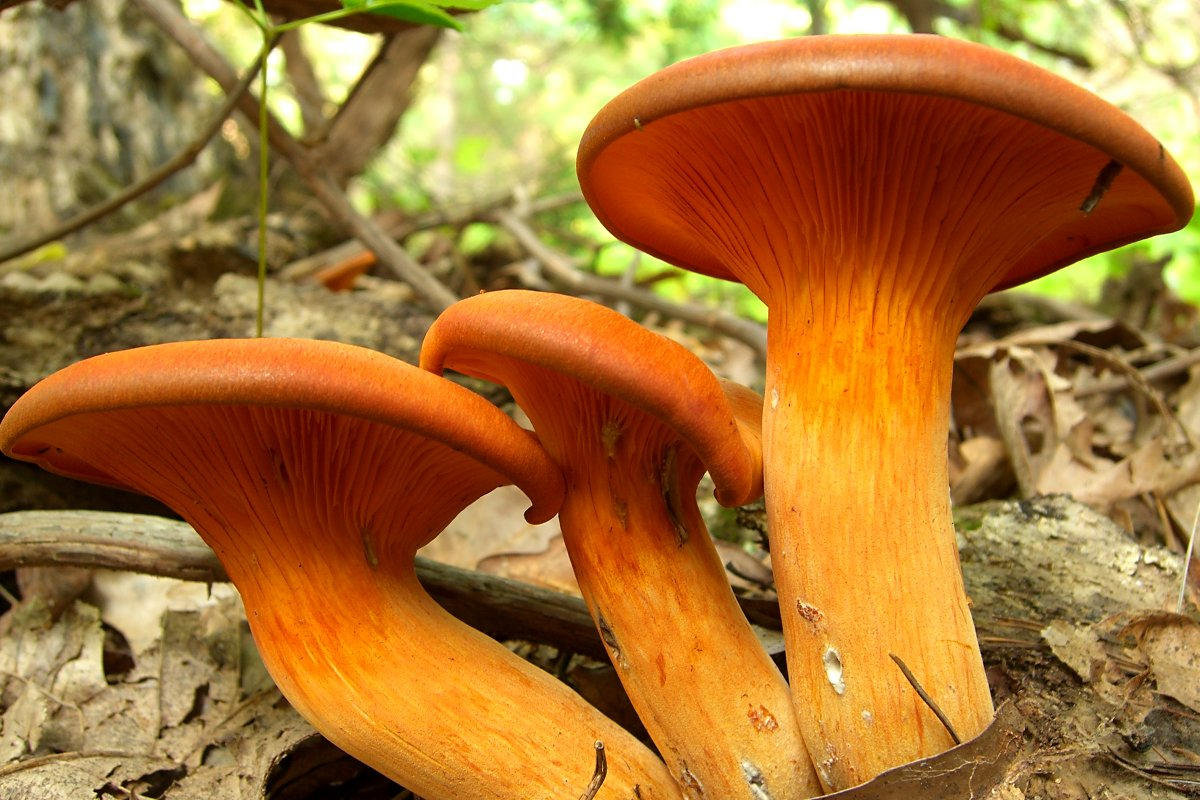
Omphalotus illudens
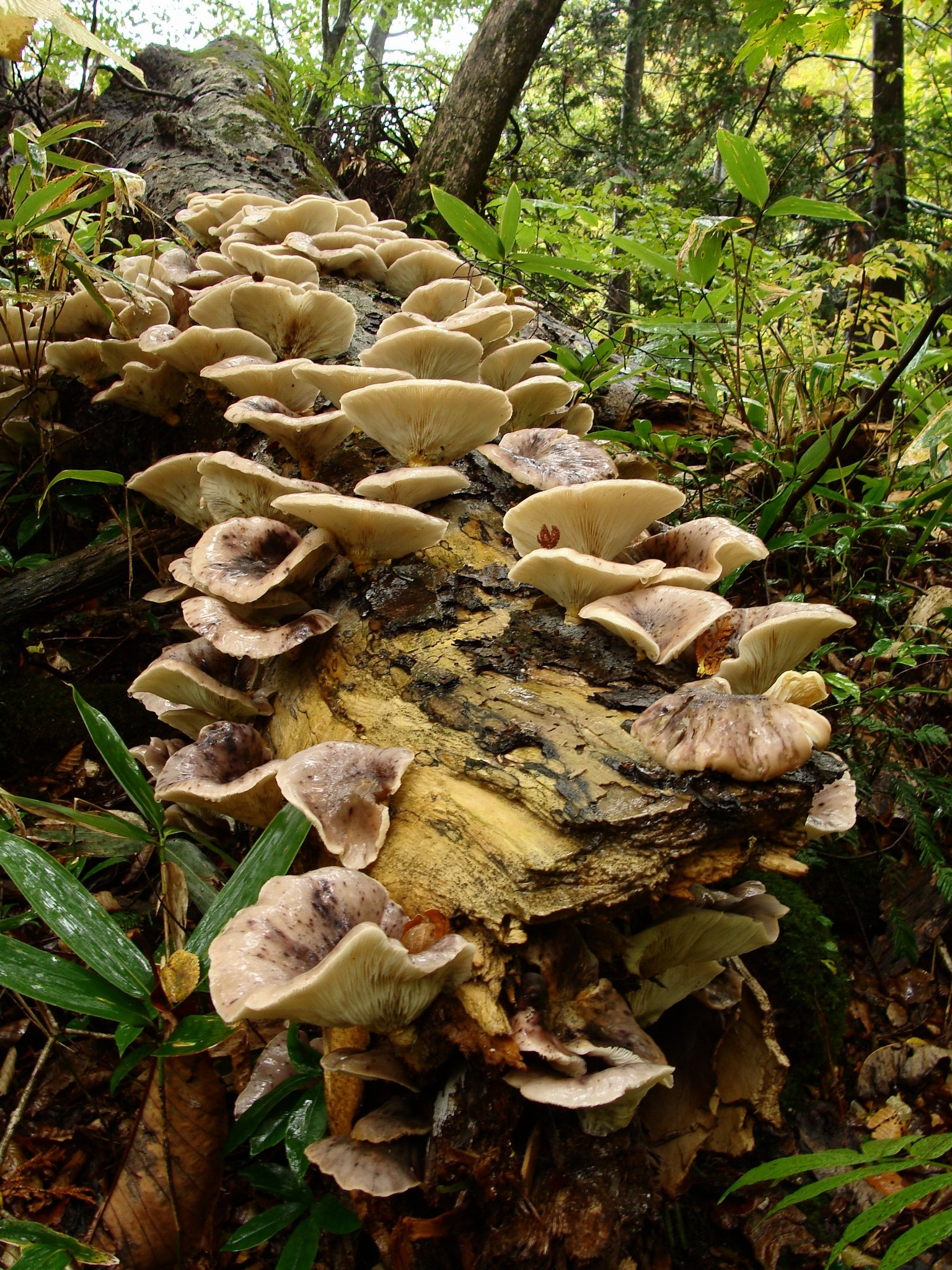
Omphalotus japonicus
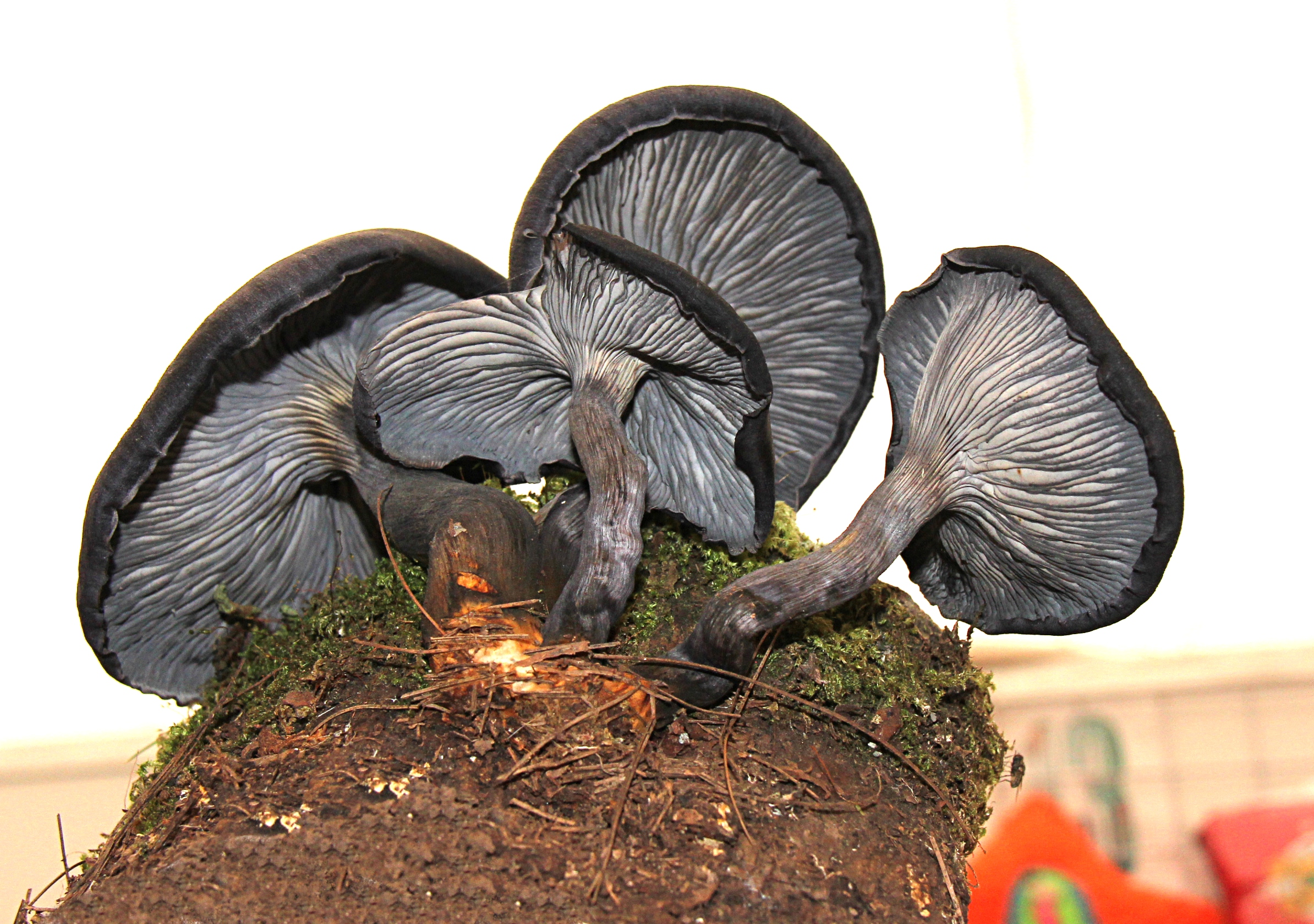
Omphalotus mexicanus
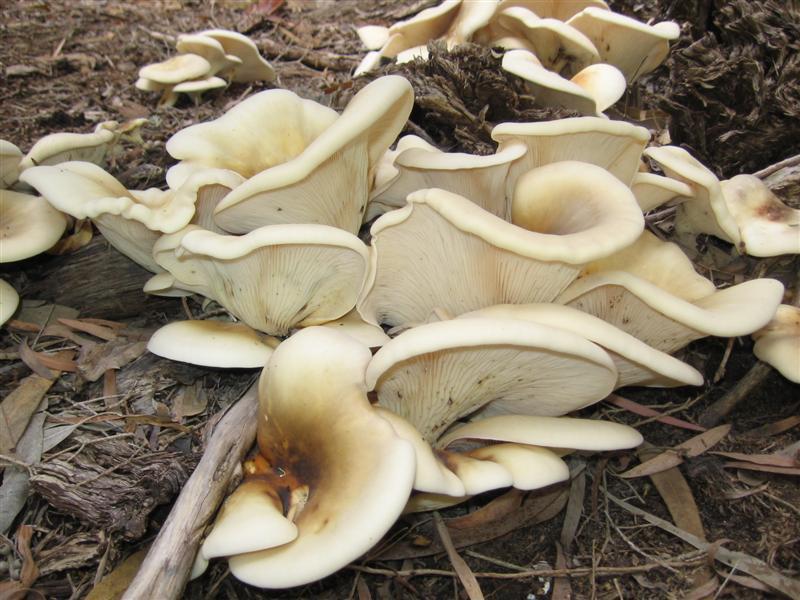
Omphalotus nidiformis
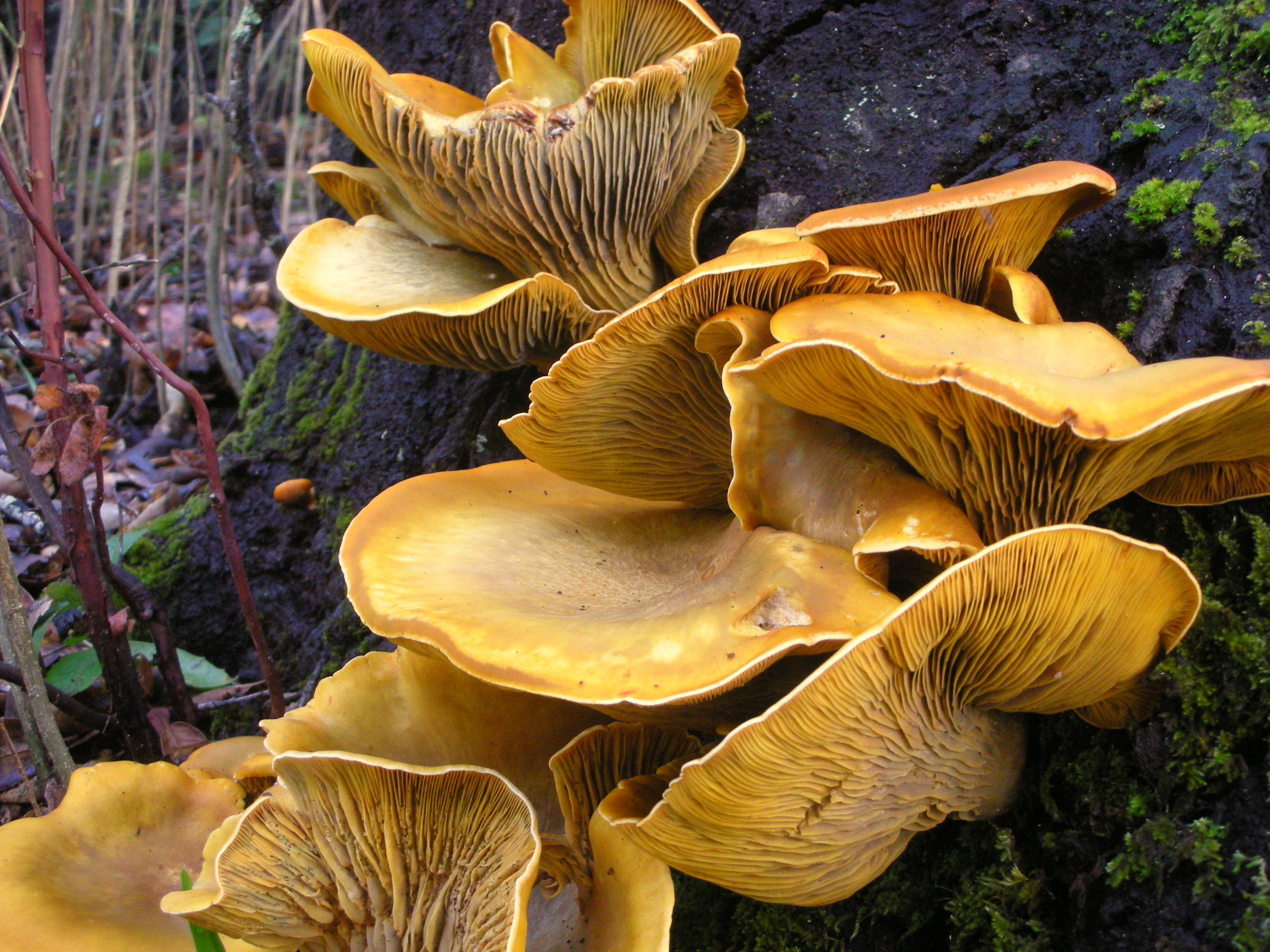
Omphalotus olivascens
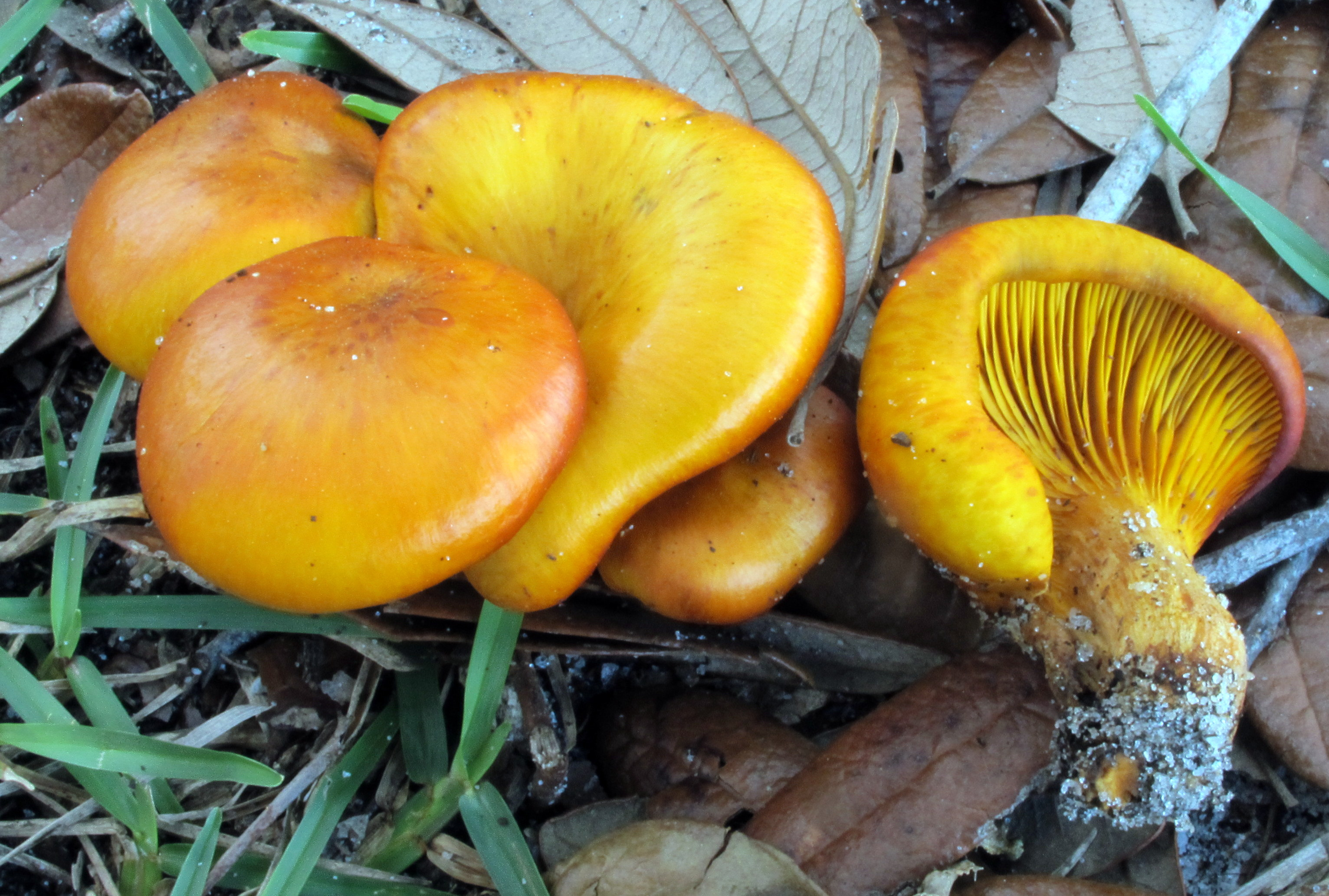
Omphalotus subilludens

## Класифікація
Згідно з базою MycoBank до роду Omphalotus відносять 12 офіційно визнаних видів:
- Omphalotus atraetopus
- Omphalotus flagelliformis
- Omphalotus guepiniformis
- Omphalotus illudens
- Omphalotus japonicus
- Omphalotus lutescens
- Omphalotus mangensis
- Omphalotus mexicanus
- Omphalotus nidiformis
- Omphalotus olearius
- Omphalotus olivascens
- Omphalotus subilludens